# Kelurahan Pakis (administrativ by i Indonesien, lat -8,24, long 114,36)
Kelurahan Pakis är en administrativ by i Indonesien.   Den ligger i provinsen Jawa Timur, i den sydvästra delen av landet, 900 km öster om huvudstaden Jakarta.